# Niederflurtechnik

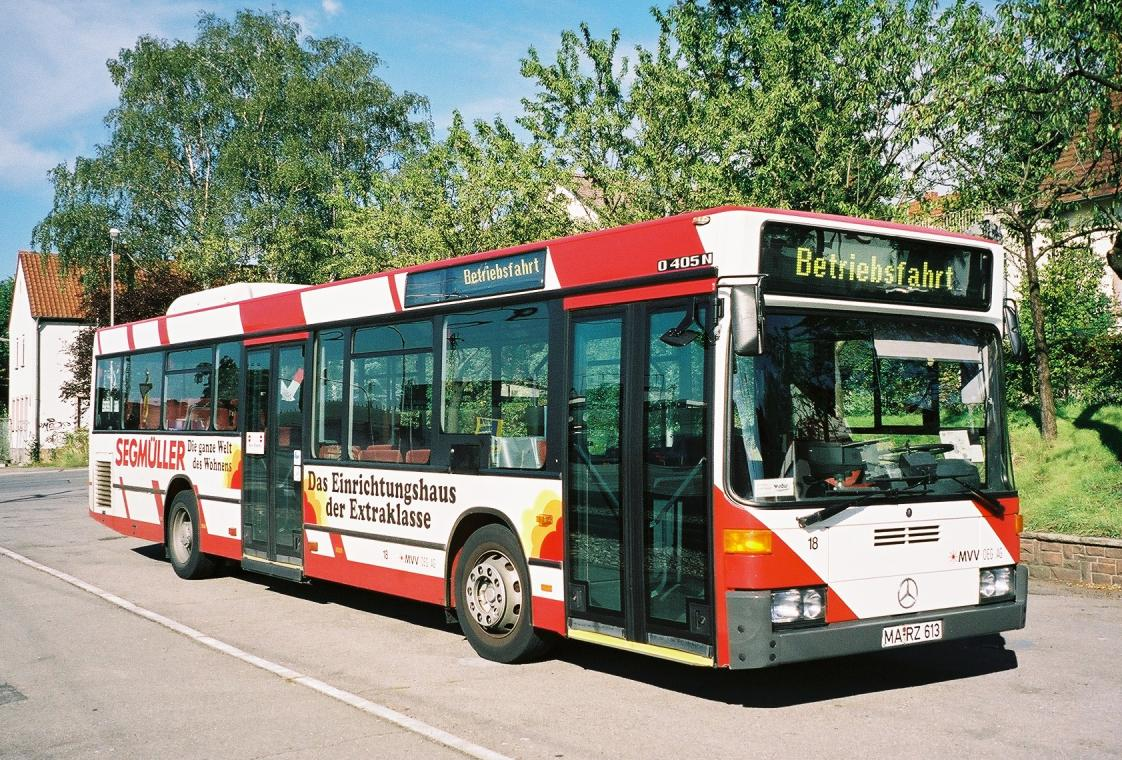
Niederflurbus MB O 405 N2

Niederflurtechnik bezeichnet die Ausführung von Fahrzeugen vor allem des Öffentlichen Personennahverkehrs mit besonders tiefliegenden Böden (oder Fluren) im Innenraum. Durch solche Niederflur-Bereiche, vereinzelt auch Niedrigflur oder Tiefflur genannt, wird vor allem Fahrgästen mit behinderungs- oder altersbedingten Einschränkungen der Mobilität und mit Fahrzeugen wie Rollstühlen und Kinderwagen die weitgehend barrierefreie Nutzung ermöglicht. Ein weiterer Vorteil sind die kürzeren Fahrgastwechselzeiten.
Im weiteren Sinn wird mit dem Begriff die Technologie der auf die speziellen Bedürfnisse der Rollenden Landstraße zugeschnittenen Autotransportwagen (Niederflurwagen) mit durchgängig über den ganzen Zug hinweglaufenden Fahrspuren und mit kleinen Raddurchmessern bezeichnet.

## Bezeichnung
Die Bezeichnung Niederflurtechnik grenzt diesen zunehmend verbreiteten Standard gegenüber der früher und heute noch bei Fernverkehrs-Fahrzeugen verbreiteten Bauweise ab, bei der die Innenraumböden weitgehend mit einfacher Konstruktion durchgehend oberhalb der Fahrzeuglaufwerke eingebaut wurden, wobei zwangsläufig durch die hochgelegene Ebene immer mehrere Stufen beim Einstieg überwunden werden mussten – zumindest sofern keine Hochbahnsteige vorhanden sind.

## Ausführungen

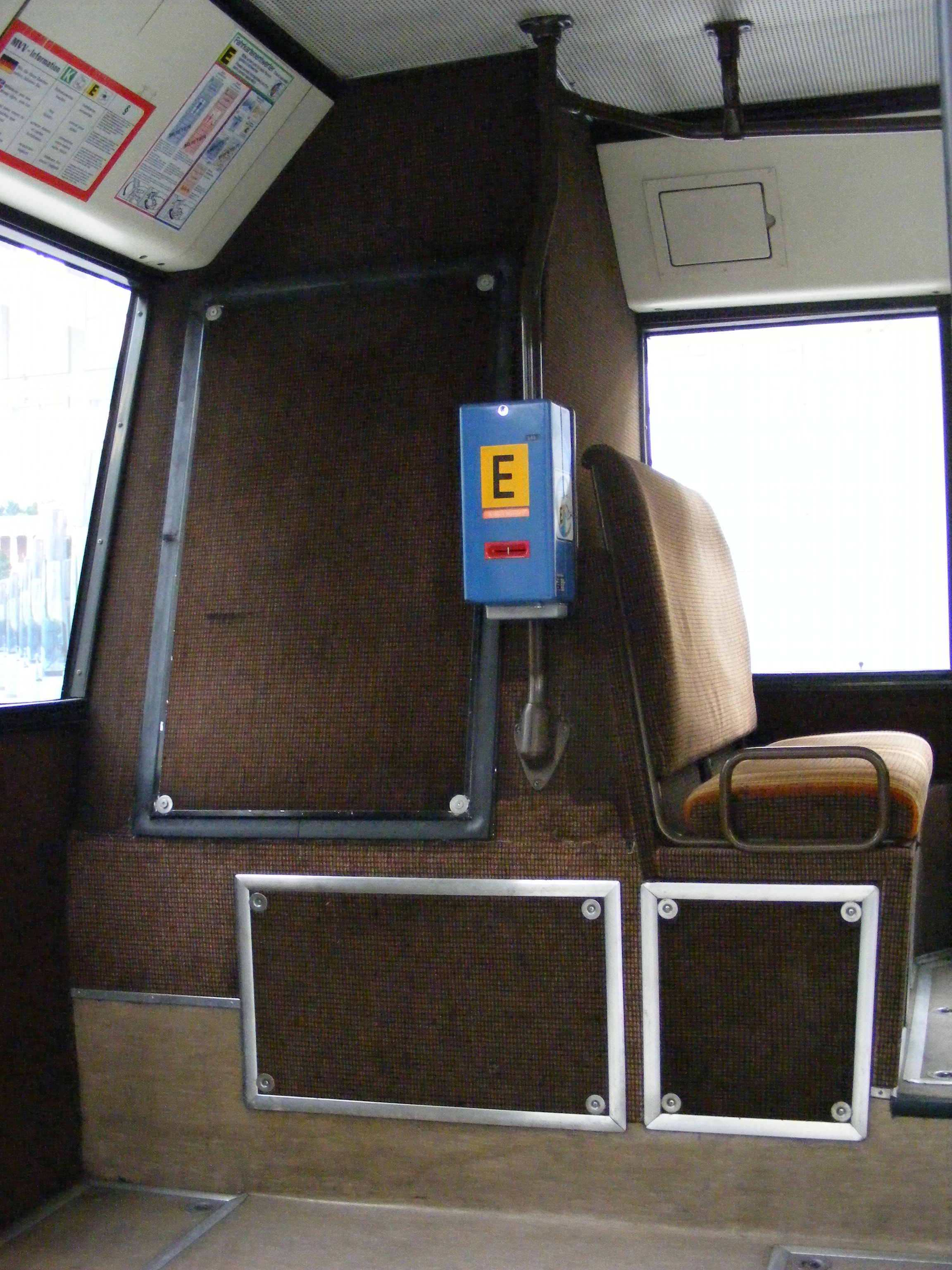
Platzmangel: Motorraum des Dieselmotors hinten links im Fahrgastraum („Turmmotor“, hier ein Modell von Neoplan, Bj. 1986)

Die Niederflur-Bauweise wird je nach Fahrzeug-Hersteller und Fahrzeugart mit unterschiedlichen konstruktiven Maßnahmen erreicht. Mit aufwändigerer Konstruktion werden prinzipiell die Fahrzeugböden tiefer und zwischen den Achsen „hängend“ angeordnet oder die Flurhöhe mit kleineren Rädern und flacheren Laufwerken abgesenkt. Die niedrige Bodenhöhe lässt sich häufig jedoch nicht im gesamten Bereich eines Fahrzeugs ausführen, so lassen sich vor allem Übergänge zu gelenkig verbundenen Wagenteilen nur begrenzt tieferlegen, um den nötigen Raum für die Kupplungen und Laufwerke an den Wagenenden zu bewahren. Vielfach wird daher die Niederflurbauweise vor allem im mittleren Teil der Fahrzeuge und bei Bussen von vorn bis zur Tür in der Mitte durchgeführt, während der hintere Abschnitt und die Übergänge oft geneigte Flächen nach oben oder Stufen haben. Diese Bauweise wird bei Bussen Low Entry (LE) genannt.
Die Niederflurtechnik erfordert den Einsatz möglichst kompakter Antriebsaggregate oder zumindest andere Anordnungen der Antriebstechnik und Nebenaggregate, z. B. beim Bus-Motor hinten quer zur Fahrtrichtung stehend statt hinten liegend. Starterbatterien, Tanks, Elektrik- und Druckluftsysteme können in Kästen unter den Fahrgastsitzen oder Dachkanälen untergebracht sein. Für den Antrieb der Fahrzeuge sind in der Regel auch Sonderkonstruktionen erforderlich, wie tief gesenkte Portalachsen mit seitlich liegendem Differenzialgetriebe, um auch im Heckbereich einen stufenlosen Wagenboden zu realisieren. Zusätzlich kann bei Bussen eine pneumatische Absenkung auf der Einstiegsseite durchgeführt werden (Kneeling). In Verbindung mit sogenannten Hochbordsteinen an den Bushaltestellen wird ein nahezu ebenerdiger Einstieg ermöglicht. Zusätzlich können die Fahrzeuge mit Rampen oder Hubliftsystemen für Rollstuhlfahrer ausgerüstet werden.
Aus Kosten- und Wartungsgründen greifen die Verkehrsbetriebe in letzter Zeit häufiger auf Low-Entry-Busse zurück, die nur teilweise niederflurig gebaut sind oder auf Niederflurbusse mit stehendem Turmmotor, womit der Bodenbereich sich weitgehend ohne Podeststufen oder steile Anstiege realisieren lässt.
Bei Straßenbahnen-Gelenktriebwagen, die bisher meist mit Jakobs-Drehgestellen ausgerüstet waren, wurden neue Laufwerkskonzepte nötig, Infolge des fehlenden Platzes unter dem Fahrzeugboden befindet sich die komplette elektrische Steuerung auf dem Dach, was erhöhte Anforderungen an die Stabilität der Wagenkästen stellt.
Eine Weiterentwicklung der Niederflurtechnik ist die Niederstflurtechnik (Ultra Low Floor), die insbesondere bei Straßenbahnwagen zum Einsatz kommt.

## Geschichte

### Straßenbahnfahrzeuge

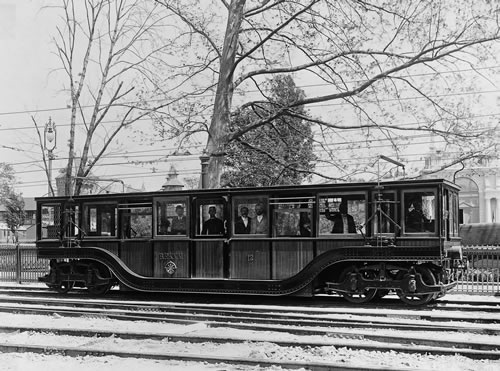
Triebwagen der Budapester Földalatti von 1896

1912 eingeführter stepless car in New York

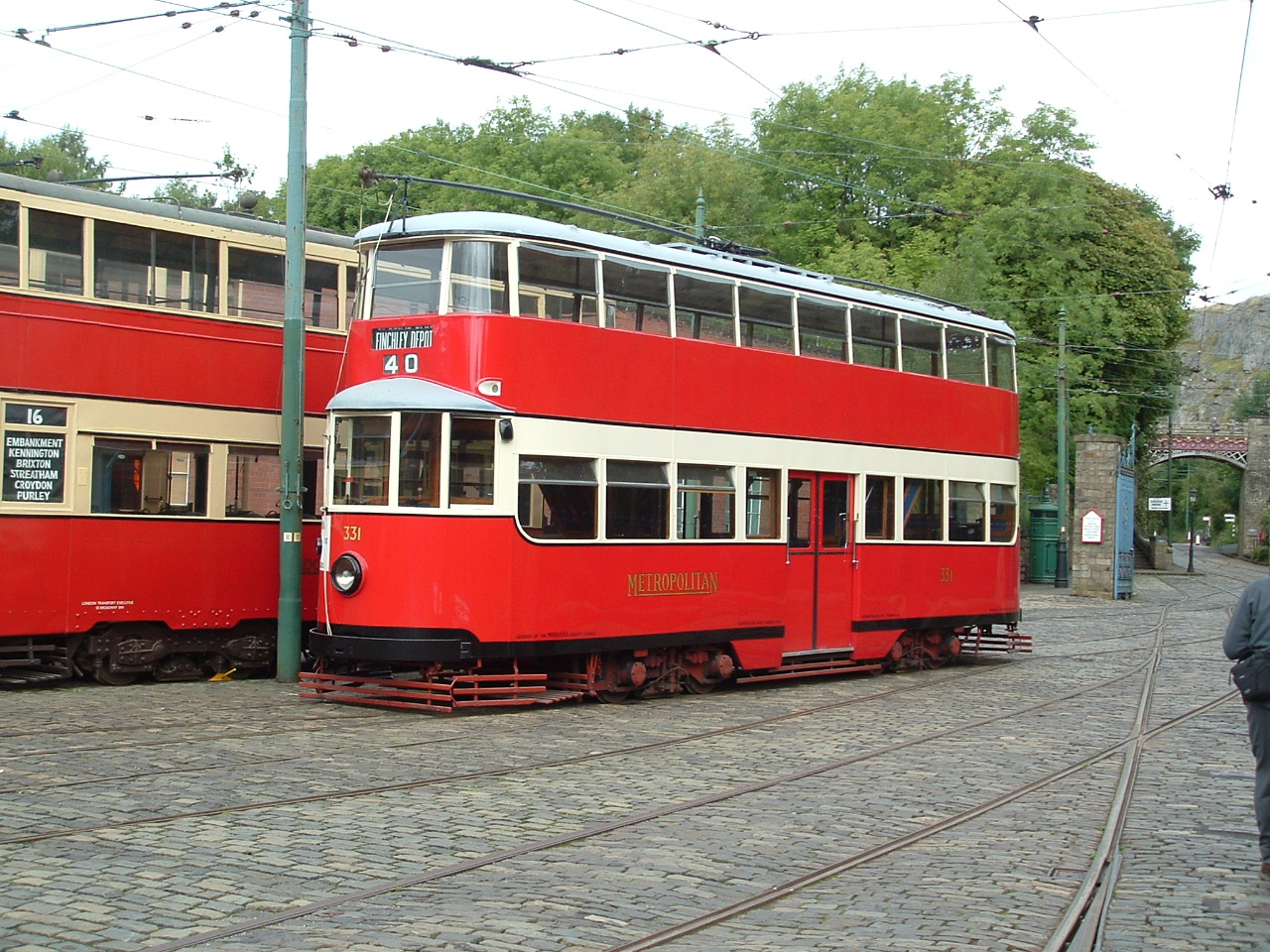
1930 gebauter Londoner Doppelstockwagen mit Niederflureinstieg im Unterdeck

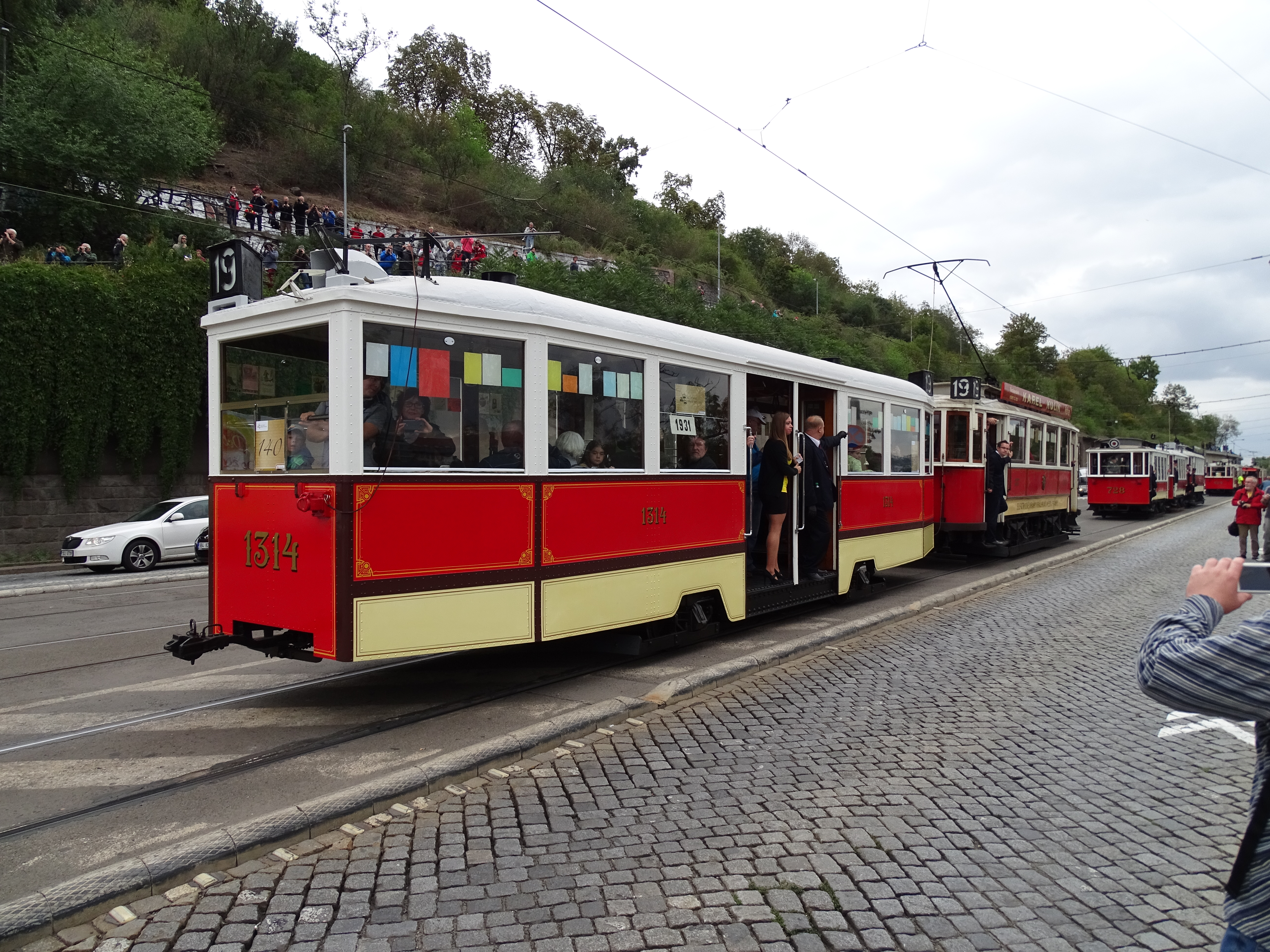
Ein Prager Krasin-Beiwagen

#### Anfänge
Der weltweit erste Niederflurwagen wurde 1891 für die Wiener Pferdebahn geschaffen. Ab 1896 verkehrten dann auch bei der Földalatti, der heute M1 genannten ersten Linie der Metró Budapest, Niederflurwagen. Der Anlass für diese Bauweise bei der als Unterpflasterbahn angelegten Strecke war ein vorhandener Abwassersammelkanal, der nur eine Tunnelhöhe von 2,85 Metern erlaubte. Hierfür konstruierte man niedrige Vierachser, deren Wagenboden zwischen den Drehgestellen durch Bodenrahmen mit an beiden Wagenenden gekröpften Langträgern abgesenkt war. Eine Konsequenz dieser Bauweise war allerdings, dass nur der Raum zwischen den Drehgestellen als Fahrgastraum nutzbar war. Über den Drehgestellen befanden sich die Führerstände.
Die ersten serienreifen Niederflur-Straßenbahnwagen wurden 1911 für die New York Railways Co. gebaut, die innerhalb kurzer Frist 176 solcher stepless cars beschaffte und die Strecke auf dem Broadway in New York komplett auf Niederflurbetrieb umstellte. In Deutschland wurden die ersten drei Niederflur-Beiwagen 1914 an die Straßenbahn Bonn–Godesberg–Mehlem geliefert. Die Straßenbahn Wien erhielt 1914 zwei doppelstöckige Prototypen der Baureihe F. Um Höhe für das Oberdeck einzusparen, war das Unterdeck niederflurig ausgeführt. Die Einstiegshöhe dort lag bei nur 190 Millimetern über Schienenoberkante.
Ein 1923 gebauter Niederflurwagen wurde 1924 von der Waggonfabrik Uerdingen an die Frankfurter Lokalbahn geliefert, die diesen auf den Überlandstrecken nach Oberursel und Bad Homburg einsetzte. Das Fahrzeug sollte aus Sicht des Herstellers neue Aufträge generieren, blieb jedoch ein Einzelstück und wurde 1954 außer Dienst gestellt. Es befindet sich heute im Frankfurter Verkehrsmuseum.
Die Große Leipziger Straßenbahn bestellte 1925 bei den Herstellern WUMAG Görlitz und Christoph & Unmack aus Niesky je einen Mitteleinstieg-Probezug, bestehend aus einem zweiachsigen Trieb- und zwei ebenfalls zweiachsigen Beiwagen. Die Wagen erhielten erstmals in Leipzig einen Achsstand von 3600 Millimetern mit dazwischen sehr flach gehaltenem Laufgestell. Damit konnte die zwischen den Radsätzen liegende Einstiegsplattform trotz zweistufiger Federung auf 400 Millimeter über Schienenoberkante abgesenkt werden. Die beiden Fahrgasträume waren von der Mittelplattform über eine weitere Stufe zugänglich. Wegen des vergleichsweise langen Achsstandes erhielten die Radsätze Peckham-Pendel. Während die WUMAG-Wagen massive Bodenrahmen in Fischbauchform und darauf aufgesetzte hölzerne Wagenkästen erhielten, waren die Nieskyer Wagenkästen deutlich filigraner wirkende Ganzstahlkonstruktionen. Diese Bauweise wurde für die 100 Serienbeiwagen übernommen. Sie wurden 1928 geliefert und blieben bis in die 1970er Jahre im Einsatz. Ausgemustert wurden die Wagen, die von den Leipziger Verkehrsbetrieben als Typ 61 geführt wurden, weil die Bauart den Einbau von Magnetschienenbremsen nicht ermöglichte, zwischen 1972 und 1975.
Sehr ähnliche Beiwagen in größeren Serien beschafften wenig später auch die Straßenbahn Prag und die Straßenbahn Bukarest. Ringhoffer lieferte von 1930 bis 1946 280 Niederflur-Mitteleinstiegswagen in die tschechische Hauptstadt, die später als Krasin bekannt wurden. Erst später entstanden mit der Reihe 3005 bis 3068 auch passende Triebwagen, diese jedoch als Einrichtungswagen. In der rumänischen Hauptstadt stellte die Hauptwerkstätte in den Jahren 1929 und 1930 selbst solche Beiwagen her.
Weitere Versuche in Richtung Niederflur-Straßenbahnwagen führte die Süddeutsche Eisenbahn-Gesellschaft (SEG) 1926 auf ihren heute zur Essener Verkehrs-AG (EVAG) gehörenden Strecken durch. Initiiert wurden diese Versuche durch den Leiter des Essener Betriebs Walter Prasse. Die zusammen mit den Lieferanten Gastell aus Mainz entwickelten Fahrzeuge hatten mit 740 Millimetern einen für damalige Verhältnisse niedrigen Boden. Zudem wiesen sie Mitteleinstiege auf, was ebenfalls eine Seltenheit in jener Zeit war. Nach diesem Muster wurden 25 Trieb- und 40 Beiwagen hergestellt. 1930 wurde der tschechoslowakische Ingenieur Eugen-Widolt de Montrose-Oster als Berater bei der SEG eingestellt. Dieses Engagement erwies sich als Glücksgriff.
Zusammen mit ihm und dem Unternehmen Orenstein & Koppel (O&K) wurde 1932 die sogenannte Badewanne auf Rädern entwickelt. Mit diesem zweiachsigen Losradwagen mit langem Achsstand und Einzelradaufhängung führte man zunächst Versuchsfahrten im Stadtgebiet von Essen durch, um die Alltagstauglichkeit des Laufwerkes herauszufinden. Dabei wurden die Lenkgestelle zunächst nicht verkleidet, um ihr Laufverhalten studieren zu können. 1933 war die Erprobungsphase angeschlossen und man orderte einen zeitgemäßen Wagenkasten für das Versuchsfahrzeug. Im Juni 1934 konnte der Wagen der Öffentlichkeit vorgestellt werden. Bis zum Kriegsjahr 1943 wurde er in der Regel auf der Strecke zwischen Alfredusbad und Gelsenkirchen-Horst eingesetzt. Am 5. März des Jahres wurde der Wagen bei einem Luftangriff zerstört.

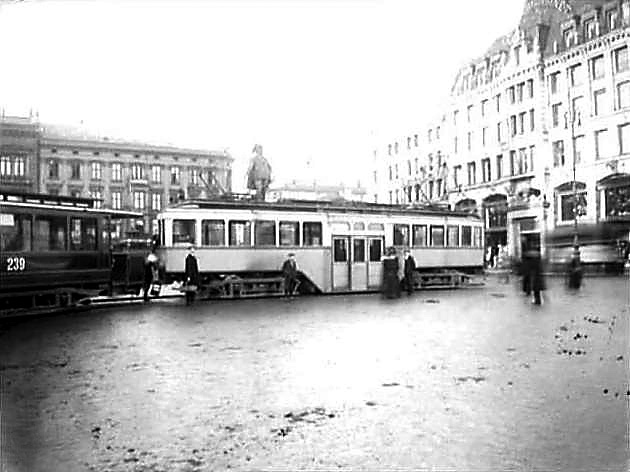
Triebwagen der norwegischen Ekebergtrikken, 1918
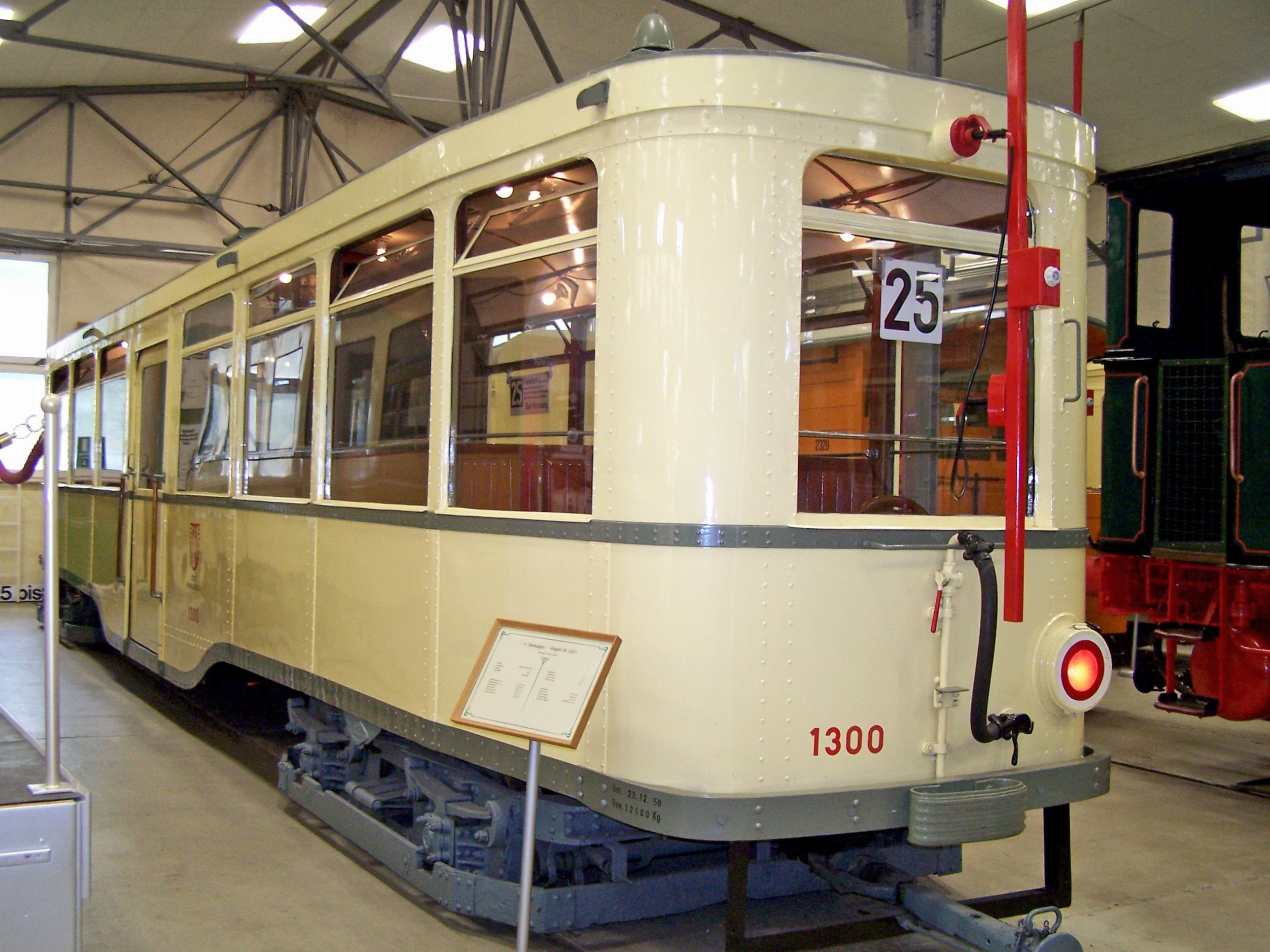
Niederflurbeiwagen der Frankfurter Lokalbahn, gebaut 1923 von der Waggonfabrik Uerdingen
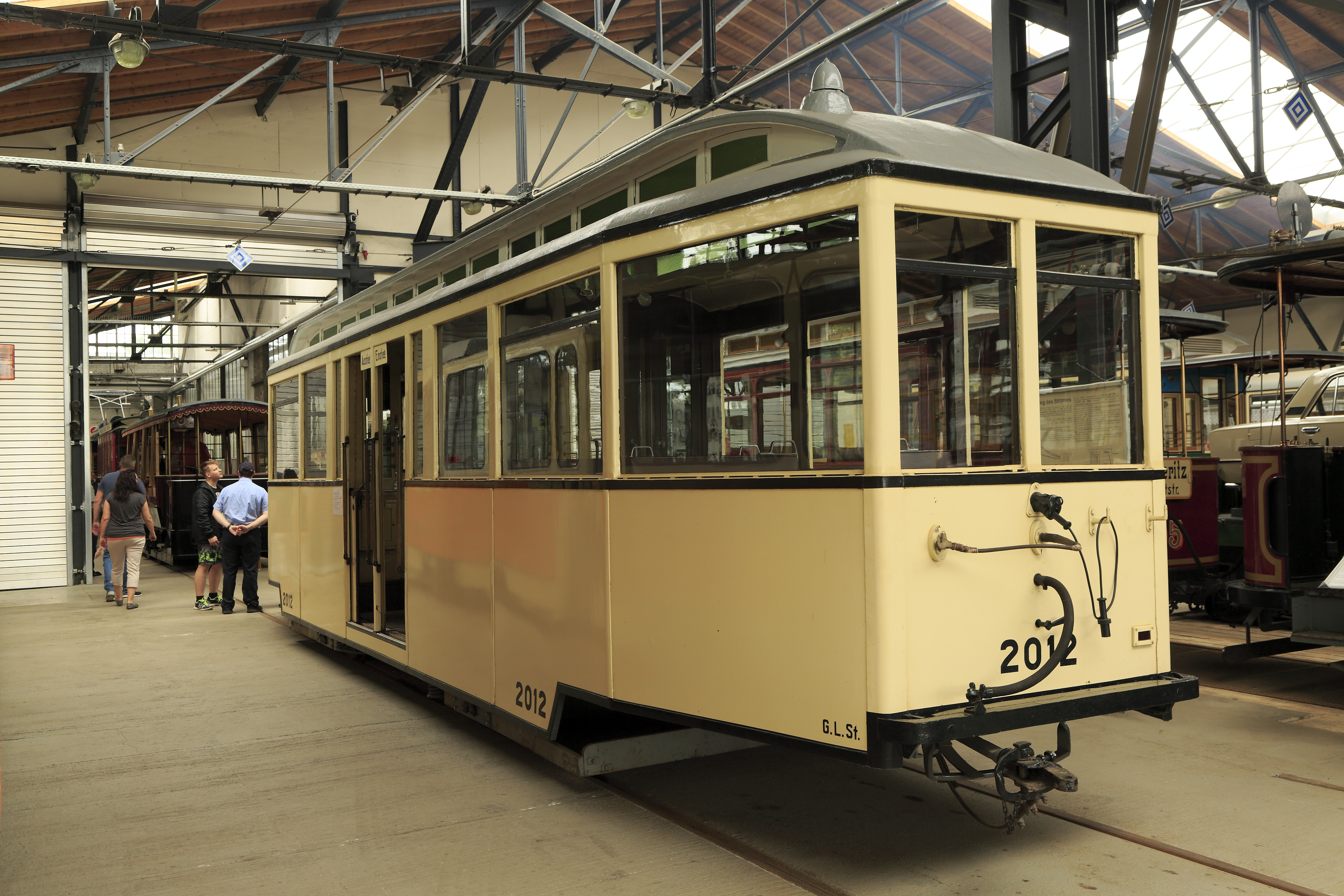
Niederflurserienbeiwagen 2012, Leipzig

#### Nach dem Zweiten Weltkrieg
Die Verwendung von Niederflurwagen begann nach langer Pause erneut 1984 bei der Straßenbahn Mailand, wo probehalber zwei Ventotto-Vierachser zu einem partiell niederflurigen Gelenkwagen zusammengefügt wurden. Diesem Beispiel folgte 1985 die Straßenbahn Turin, bei der FIAT mit dem Umbau-Prototyp 2800 einen weiteren partiell abgesenkten Gelenkwagen vorstellte. Hierbei handelte es sich um einen dreiteiligen Sechsachser, der im Mittelbereich über eine Fußbodenhöhe von 340 Millimetern verfügte. Der niederflurige Bereich umfasste etwa 70 Prozent, in diesem Bereich lagen auch alle vier Einstiege. Das Jakobsdrehgestell des zweiteiligen Spenderwagens wurde dabei durch ein kurzes zweiachsiges Mittelteil ersetzt, auf das sich die sowohl die vordere als auch die hintere Wagenhälfte abstützten. Der Wagen war bis 2000 in Betrieb.
Erste serienmäßig hergestellte Niederflurwagen erhielt ab 1987 die Strassenbahn Genf mit den 22 Sechsachsern der Reihe Be 4/6 von Düwag und Vevey. Anders als der Turiner Prototyp 2800 sind die Genfer Wagen zweiteilig und asymmetrisch, wobei ein Vorderwagen mit einem Drehgestell auf einem vierachsigen Hinterwagen aufgesattelt ist. Trotz der neuartigen – besonders kleinen – Laufräder im abgesenkten Bereich des Hinterwagens, beträgt die Fußbodenhöhe im Mittelteil allerdings noch 480 Millimeter – womit es sich eigentlich um Mittelflurwagen handelt. Deshalb muss beim Einstieg eine zusätzliche Stufe im Innenraum überwunden werden. Nach dem gleichen Konzept entstanden in den Jahren 1989/90 die zwölf Achtachser 731–742 des Typs Be 4/8 für die Strassenbahn Bern, auch sie haben noch eine Stufe im Innenraum.
Durchgängig niederflurige Straßenbahnwagen wurden erstmals 1989 von MAN für die Straßenbahn Bremen hergestellt. Der Prototyp der Baureihe GT6N hatte eine durchgehende Bodenhöhe von 350 mm, die im Türbereich auf 300 mm abgesenkt war, und nahm den planmäßigen Fahrgastbetrieb im Juli 1990 auf. Die weltweit ersten in Serie produzierte Straßenbahnfahrzeuge, die über einen hundertprozentigen Niederfluranteil ohne Niveauunterschiede innerhalb des Fahrzeugs verfügten, waren 1993 die R-Wagen der Straßenbahn Frankfurt am Main. Diese Triebwagen wurden ursprünglich von Düwag entwickelt.
Im Kostenvergleich von Hoch- und Niederflur-Straßenbahnwagen zeigte eine Umfrage unter mehreren Straßenbahnbetreibern, dass für die Instandhaltung von 100-%-Niederflurwagen im Mittel Mehrkosten in Höhe von 20 % anfallen. Für die Instandhaltung der Infrastruktur werden um 15 % höhere Kosten angenommen. Als wesentliche Gründe gelten die schnelle Einführung nicht langzeiterprobter Konstruktionsmerkmale in die Serienproduktion (unter anderem Laufwerke mit Losrädern, Radnabenmotoren) und solcher, die eigentlich aus Komfort- oder Verschleißgründen bereits als veraltet galten, unter den speziellen Anforderungen der Niederflurtechnik aber Vorteile versprachen (mit dem Wagenkasten drehsteif verbundene Laufgestelle statt Drehgestelle bei Multigelenkfahrzeugen, Verkleinerung oder Fortfall von Federelementen, sich im Gleis nicht selbstzentrierende Losradsätze). Andererseits können sorgfältig konstruierte Niederflurwagen weniger Verschleiß an Fahrzeug und Gleis als Hochflurwagen hervorrufen. Deshalb gingen einige Hersteller auch bei Fahrzeugen mit 100-%-Niederflurigkeit von festen Laufwerken zur Anwendung von Drehgestellen über, zum Beispiel bei den Fahrzeugtypen Škoda 15T ForCity und Alstom Citadis X04. Niederflurige Jakobsdrehgestelle erfordern zwar einen im unteren Bereich schmaleren Durchgang, jedoch erübrigen sie die sonst in den Laufwerksmodulen erforderlichen Podeste.

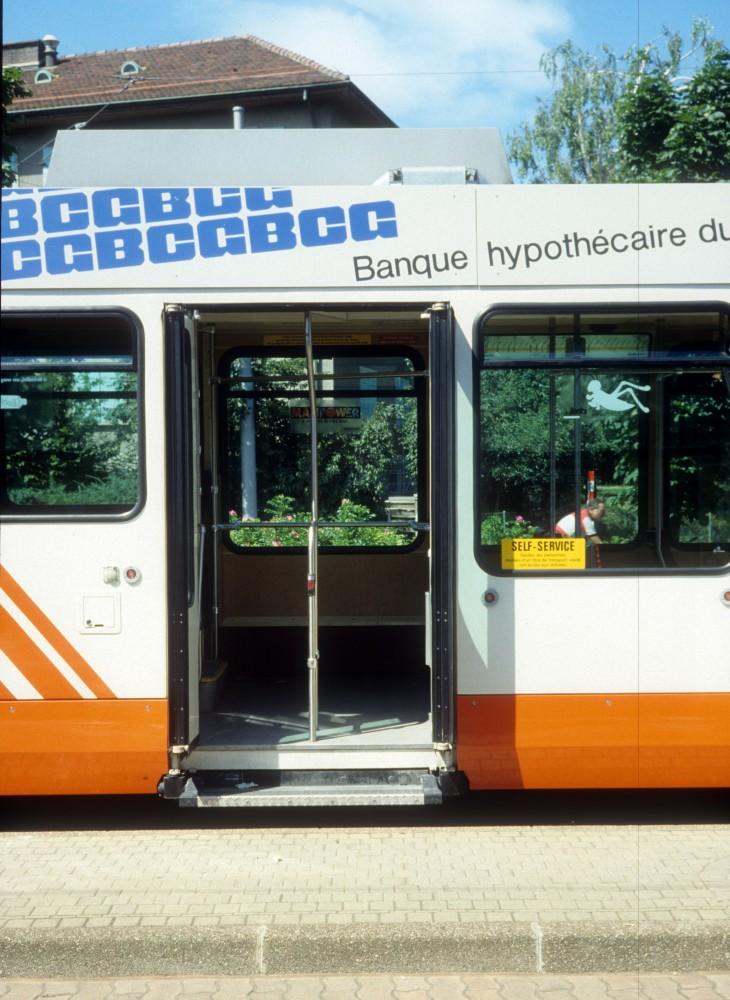
Einstiegssituation bei den Genfer Mittelflurwagen
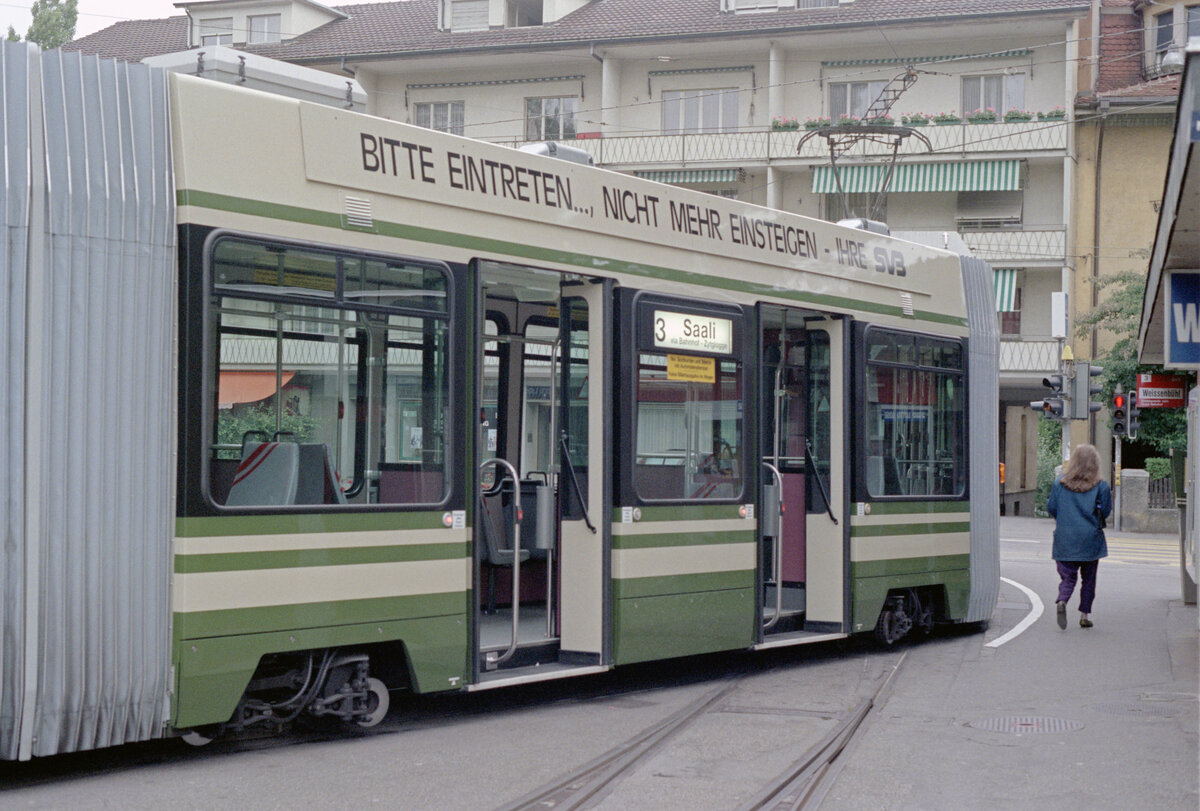
Berner Wagen mit Reklameaufschrift „Bitte eintreten..., nicht mehr einsteigen – Ihre SVB“
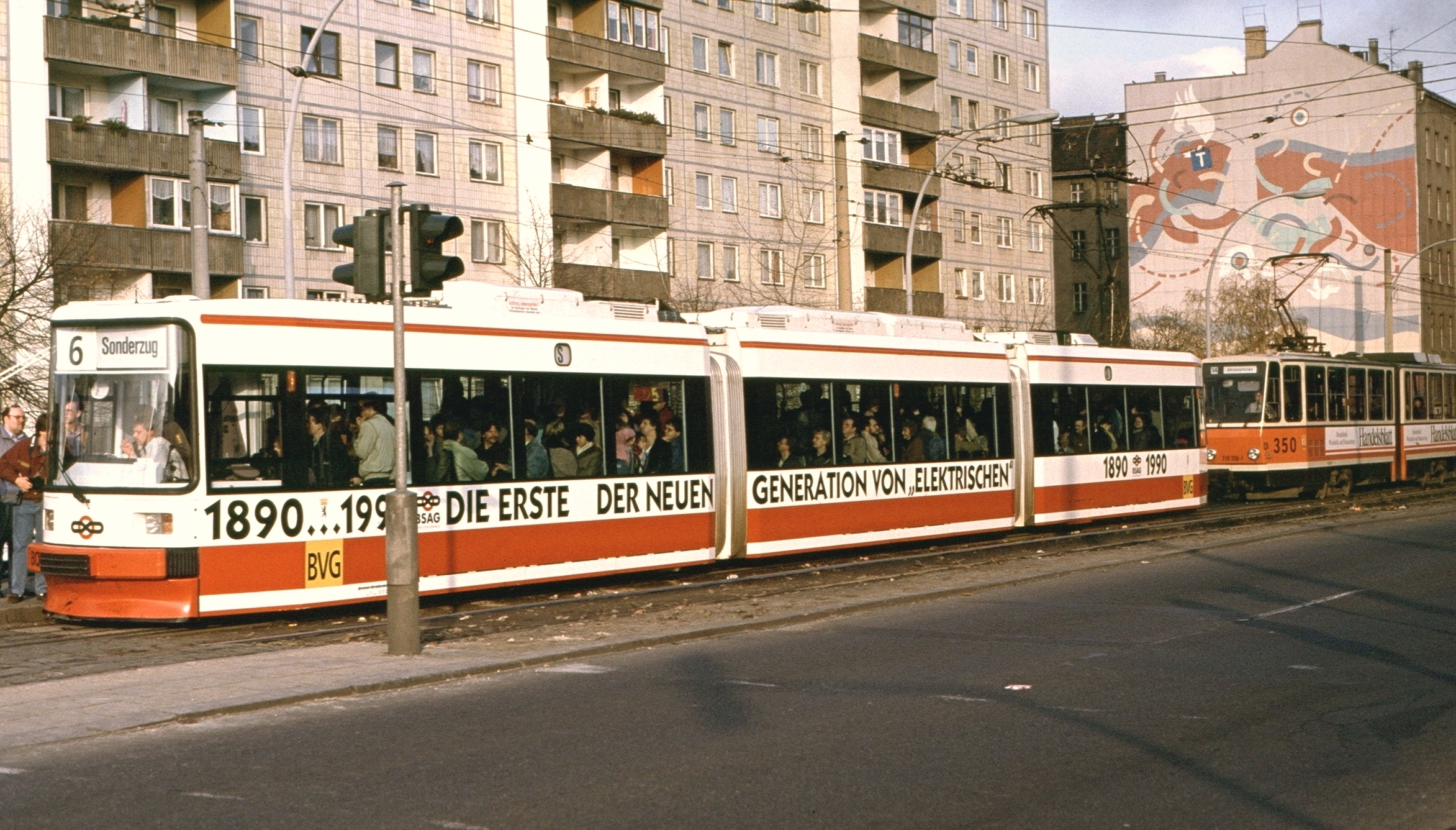
Ein Bremer GT6N, hier auf Vorführfahrt in Berlin, einer der ersten reinen Niederflurwagen in Deutschland
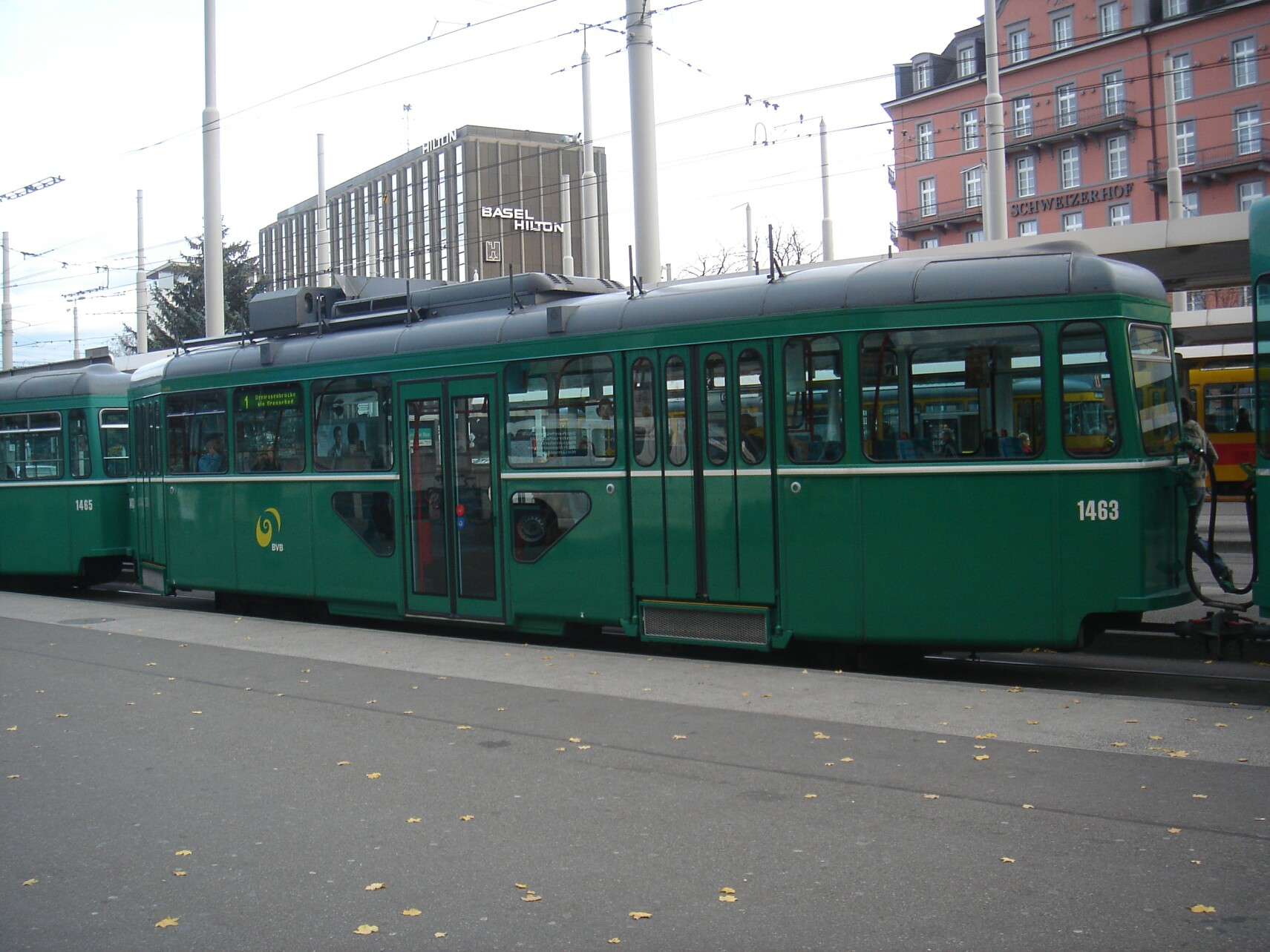
Basel: Schweizer Standardwagen mit nachträglich zwischen den Drehgestellen abgesenktem Wagenboden
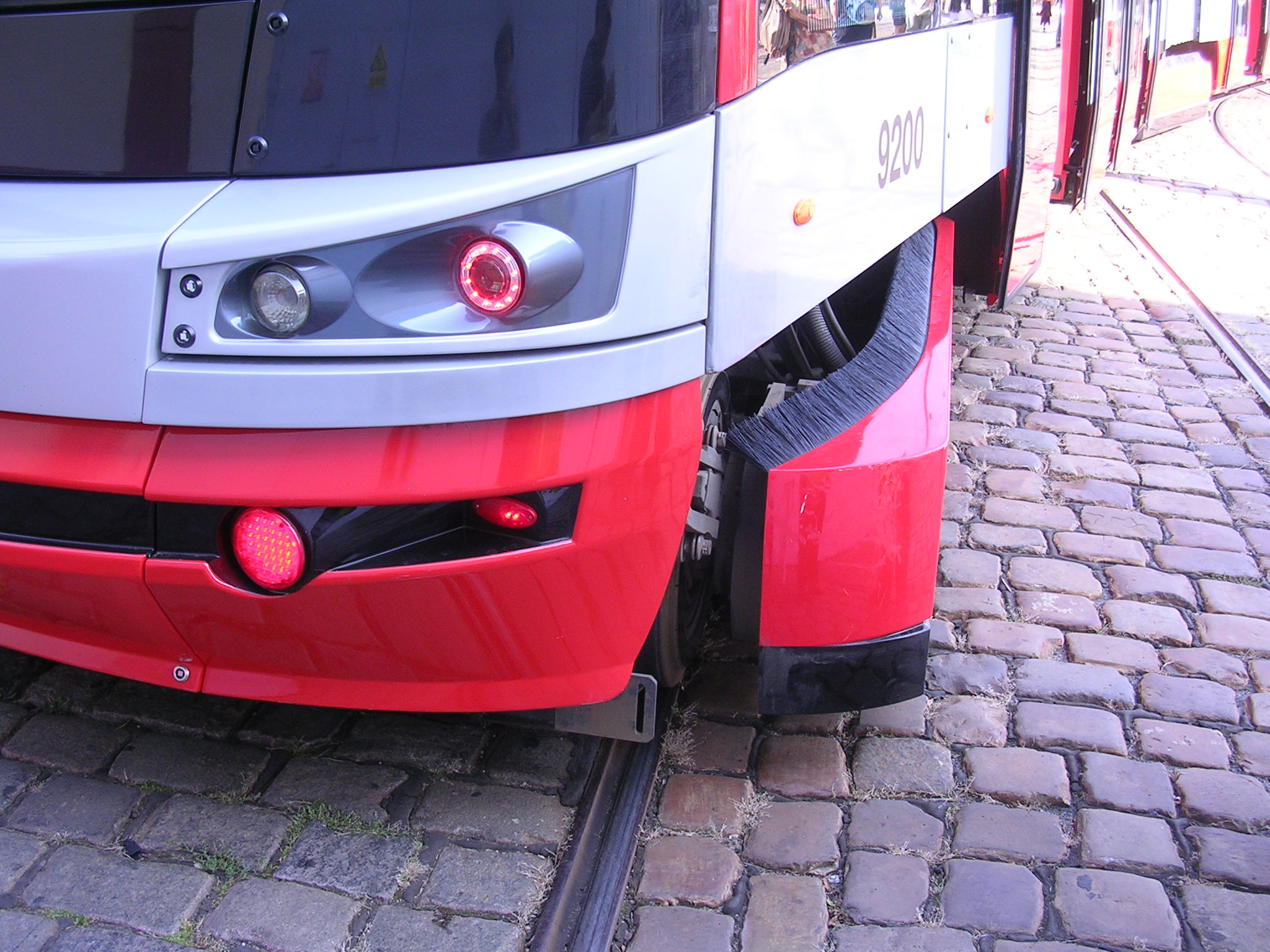
Prag: Detailansicht eines Drehgestells eines Škoda 15T
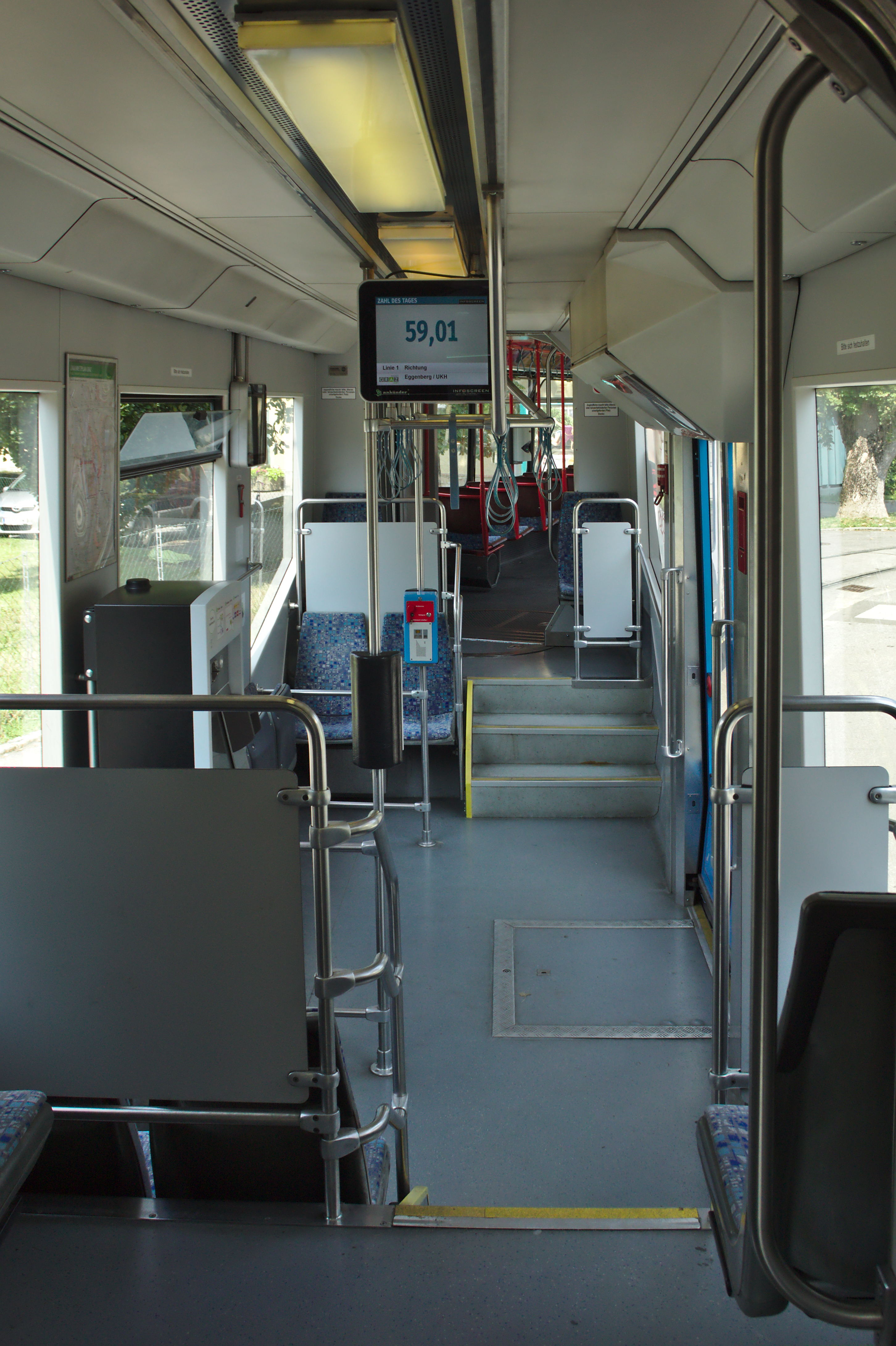
Innenansicht eines Wagens mit Niederflurmittelteil in Graz

### Eisenbahn

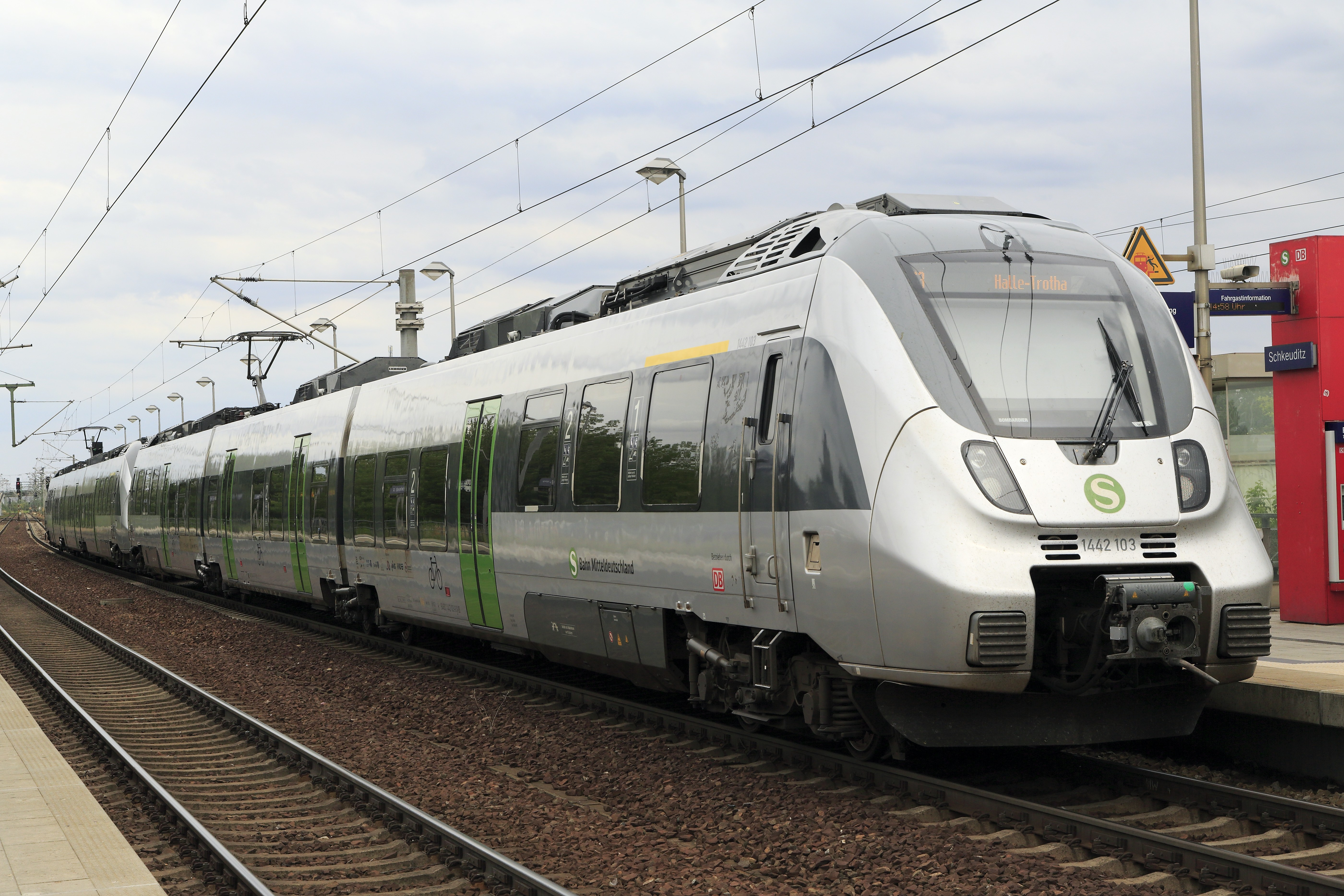
Triebzug Talent 2 mit 600 mm Einstiegshöhe

Beim Eisenbahnverkehr ermöglichen Niederflurfahrzeuge stufenlose Einstiege, ohne die Bahnsteige auf 960 mm über Schienenoberkante oder mehr anzuheben. Derart hohe Bahnsteige erschweren den Güterverkehr und insbesondere den Transport von großräumigen Ladungen auf Tieflade- und Tragschnabelwagen. Einstiege vom Bodenniveau sind im Eisenbahnverkehr, von seltenen Ausnahmen abgesehen, nicht erforderlich. Angepasst an die im europäischen Netz üblichen Bahnsteighöhen von 550 und 760 mm liegen die Einstiegshöhen von niederflurigen Eisenbahnfahrzeugen zwischen 600 und 800 mm über Schienenoberkante. Wegen der unter Fernbahnverhältnissen im Vergleich zu S- und U-Bahn-Systemen mit einheitlichem Fahrzeugpark nötigen größeren Differenz zwischen Lichtraum- und Fahrzeugumgrenzungsprofil erfordern barrierefreie Einstiege zusätzlich eine Spaltüberbrückung zwischen Wagen und Bahnsteig, beispielsweise durch ausfahrbare Schiebetritte.
Verbreitet wurden niederflurige Eisenbahnfahrzeuge ab den 1990er Jahren eingeführt.

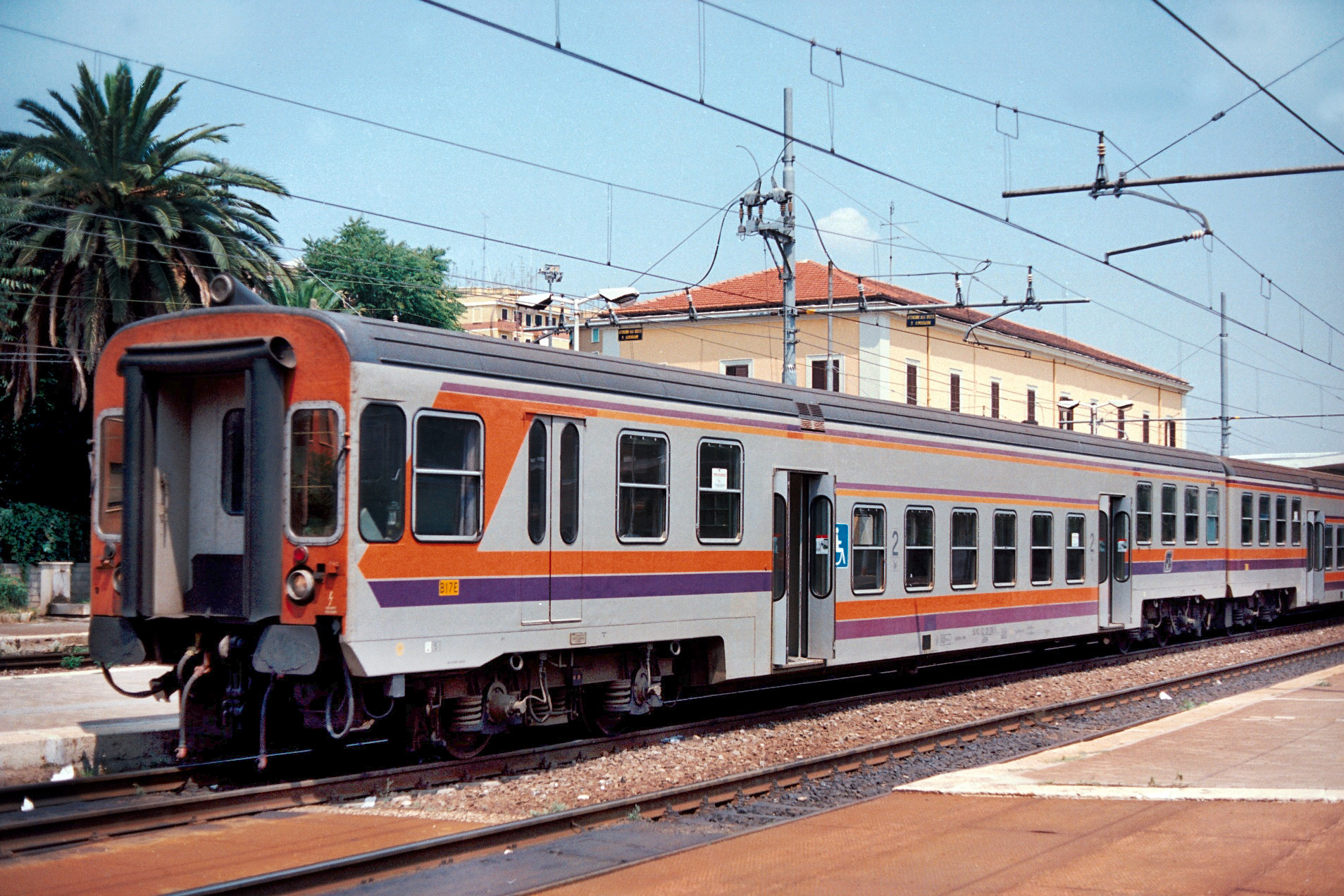
Ab 1965 gebaute Serie der italienischen Staatsbahn
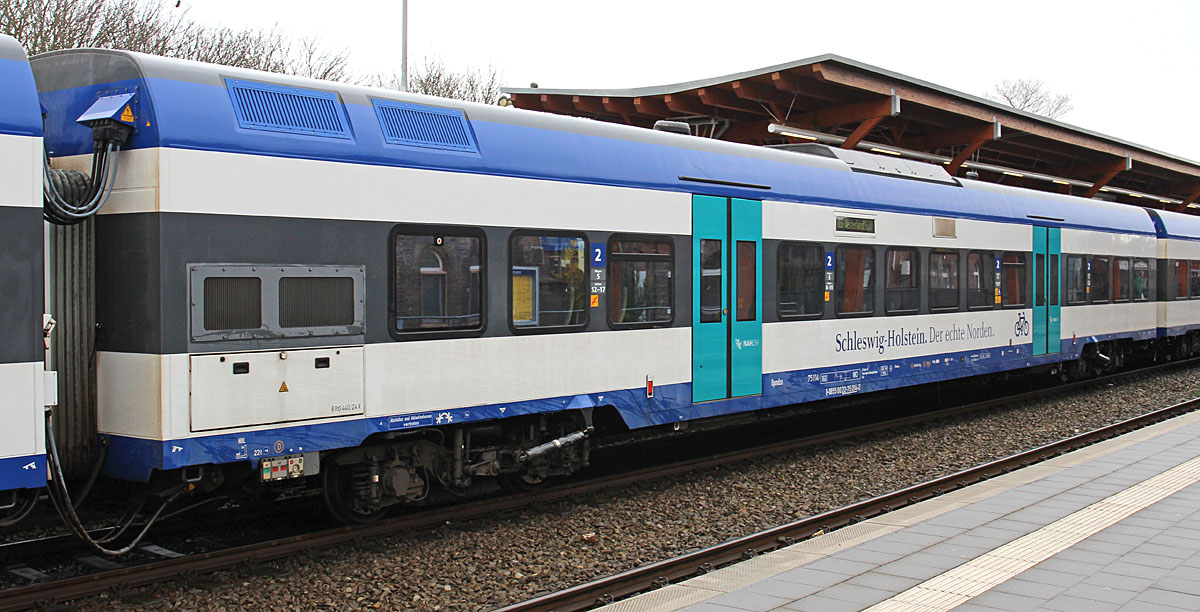
Ab 2005 betriebene Bombardier-Married-Pair-Wagen
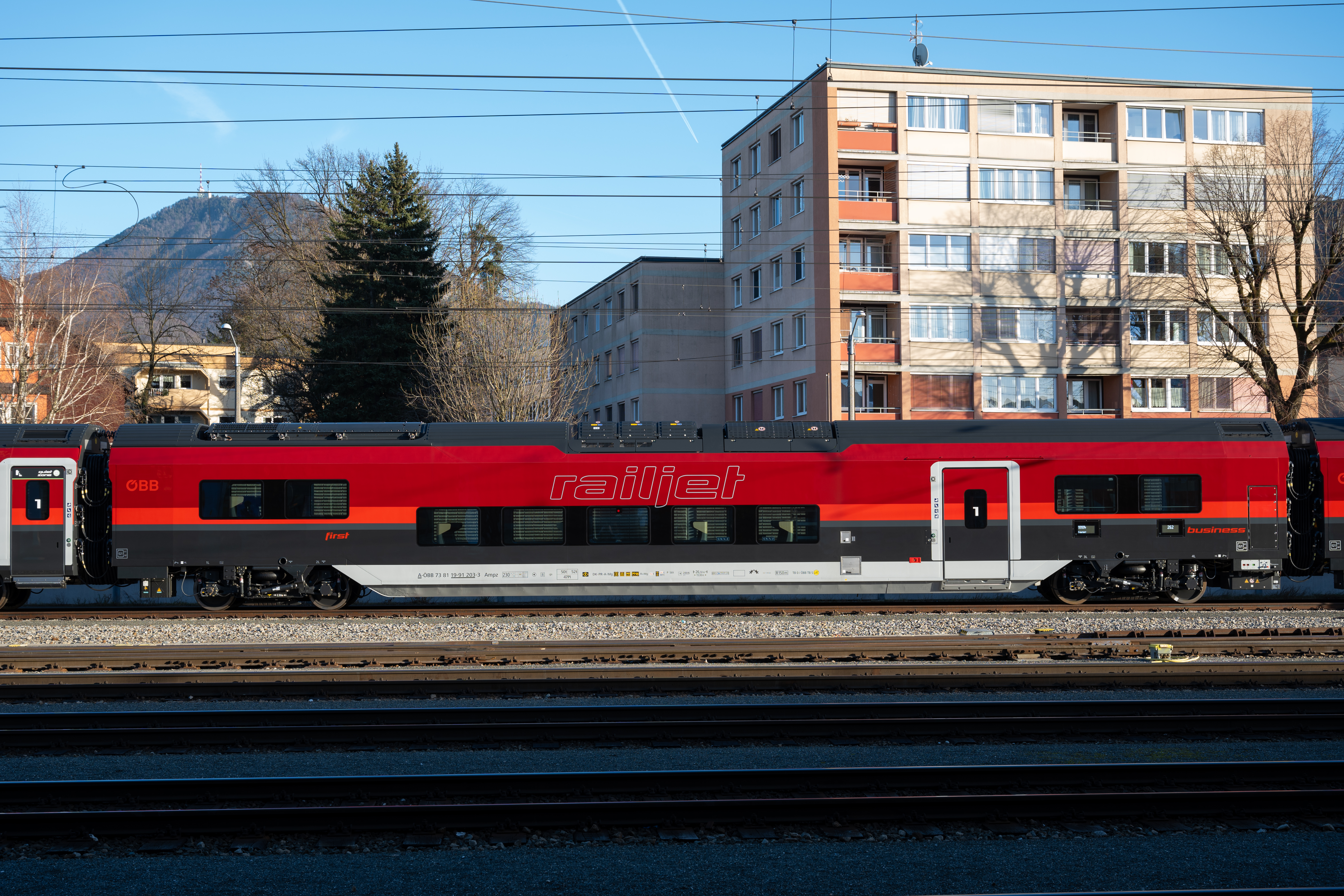
Railjet-Wagen der zweiten Generation, in Betrieb seit 2024

### Omnibus und Oberleitungsbus
Sogenannte „Niederflurbusse“ wurden vereinzelt schon vor dem Zweiten Weltkrieg angeboten; sie entsprachen aber nicht der heutigen Definition des Begriffs. Diese Fahrzeuge, die man seinerzeit noch auf Lkw-Leiterrahmen-Fahrgestelle aufbaute, wiesen manchmal stufenarme Heckeinstiege hinter der Antriebsachse oder Stehperrons auf.
Nach Entwicklungen von Theodor Pekol nach dem Zweiten Weltkrieg zu verschiedenen Neuerungen im deutschen Omnibusbau wie Heckmotor, fahrgestelllose Leichtbauweise mit tiefem Schwerpunkt bekamen die Niedersächsische Waggonfabrik Joseph Graaff GmbH in Elze, das Orion-Werk in Eschwege sowie das Karosseriebauunternehmen Gebr. Ludewig GmbH in Essen je eine Lizenz zur Verwendung von Pekol-Entwicklungen zum Omnibusbau. Ludewig konstruierte daraufhin 1954 einen 8,215 m langen Linienbus Ludewig H 4000 in Verbundbauweise mit einem Fahrwerk mit Heckmotor und einem stufenlosen Fußboden auf ca. 37 cm Höhe über der Straßenebene, der damit einen frühen Niederflurbus für Einmannbetrieb darstellte. Der stufenlose Fußboden, der sich von vorn bis hinten erstreckte, beschränkte sich auf den Gang zwischen den Sitzen, die sich auf Podesten befanden.
In den 1960er Jahren gab es bei speziellen Bussen, besonders im Bereich der Mittel- oder Hecktür (hinter der Antriebsachse), niederflurige Lösungen, die aber noch nicht im Mittelpunkt des Interesses standen: Büssing Senator DD (Doppeldeckerbus für Stockholm) und Trolleybus Solingen (Oberleitungsbus mit Wagenkästen von Ludewig auf dreiachsigem Fahrwerk von Krupp für Solingen). Auch hatten die von der Fa. Ludewig gebauten Anderthalbdecker in der hinteren, doppelstöckigen Hälfte meist einen Niederflureinstieg im Untergeschoss. Aufgrund der seinerzeit vielfach verwendeten Mittelmotoren, die unterflur zwischen den Achsen montiert waren (erst mit der Standardisierung der Linienbusse ging man zu den ebenfalls unterflurigen Heckmotoren über) war es möglich, den Heckeinstieg nebst Stehplätzen stufenarm zu gestalten. Über Stufen im Mittelgang gelangte man in den übrigen Fahrgastraum.
Den ersten „modernen“ Niederflurbus in Serie stellte Auwärter Neoplan 1976 vor (N 814 mit Raddurchmesser von 832 mm, Fußbodenhöhe 300 mm mit stufenlosem Einstieg, aber zwei Stufen vor der Hinterachse, also eigentlich ein Low-Entry-Bus); es konnten jedoch nur wenige Exemplare verkauft werden, die Zeit war noch nicht reif für eine nennenswerte Nachfrage. Nachdem Kässbohrer 1984 mit dem Setra S 300 NC einen vollständigen, aber mäßig erfolgreichen, Niederflurbus präsentiert hatte, versuchte Neoplan 1987 in Zusammenarbeit mit den Stadtwerken München einen zweiten Anlauf und setzte eine stürmische Entwicklung in Gang. Nahezu alle zwischen 1987 und 1997 hergestellten Stadtbusse basierten auf dem Standard-Linienbus II, der durch den Verband öffentlicher Verkehrsbetriebe (VÖV) ursprünglich als standardisierter Hochflur-Stadtbus entwickelt wurde. Hieraus entwickelten Auwärter Neoplan, Daimler-Benz und MAN erste Niederflur-Stadtbusse, zunächst noch mit Podesten auch unter den Sitzen im vorderen Bereich. Seit 1997 haben sich wieder nicht-standardisierte Lösungen herauskristallisiert.
Da die komplizierte Antriebskonstruktion für Voll-Niederflurbusse teuer und die Zahl der Sitzplätze im Vergleich sehr klein ist, gibt es eine Kombination aus Niederflurbus und normalem Hochflurwagen: der Low-Entry-Bus (Tiefeinstiegsbus), bei dem nur der Vorderwagen einen niedrigen Boden hat, der Hinterwagen jedoch mit einer normalen Hinterachse mit einfacherem Antrieb mit unter dem Boden liegendem Dieselmotor und Getriebe verfügt und nur über Stufen oder eine Rampe erreichbar ist.
1992 stellte Neoplan mit dem N 4114 DE oder DES ein andersartiges Stadtbuskonzept vor: Der Fahrgastraum war durchgängig ebenerdig und ohne hintere Radkästen (Vorteile bei Wartung und Pflege). Der Motor war in einem „hinten angehängten“ Antriebsmodul über der lenkbaren Hinterachse untergebracht. Die Fahrzeuge hatten bereits einen dieselelektrischen Antrieb. Je nach örtlichen Gegebenheiten hätten die Fahrzeuge individuell angepasst werden können (bis zu Trolley-Antrieb und Gelenkzügen mit 18,4 m). Später verwendete Neoplan dieses Konzept auch beim Hybrid-Midibus N 6108. In beiden Fällen blieb es jedoch bei wenigen Exemplaren. Lediglich der Mercedes-Benz Cito, ebenfalls ein dieselelektrischer Midibus, der nach denselben Prinzipien konstruiert war, brachte es auf größere Stückzahlen, wurde aber dennoch nach wenigen Jahren wegen unbefriedigenden Markterfolgs eingestellt.
Bis heute sind Stadtbahnwagen und Überlandbusse nicht in jedem Fall, Reisebusse fast nie niederflurig. Letztere sind wegen der langen Reiseweiten auf große Kofferräume angewiesen, die sich aus Platz- und Gründen der Fahrdynamik (Schwerpunktlage) nur zwischen den Achsen sinnvoll unterbringen lassen. Darüber hinaus wird bei diesen Fahrzeugen auch Wert auf eine hohe Sitzposition und gute Aussicht gelegt. Eine Barrierefreiheit kann in diesen Fahrzeugen daher nur über Rampen oder Hublifte ermöglicht werden, wie sie in speziell umgebauten Rollstuhlbussen verwendet werden. Im Fernbus-Linienverkehr ist für Neuzulassungen seit 2016 der Einsatz von barrierefreien Fahrzeugen vorgeschrieben. Da Doppelstock- und bestimmte Superhochdecker-Reisebusse über stufenlose Einstiege verfügen, lassen sich dort ohne größeren konstruktiven Aufwand Stellflächen für Rollstühle und Kinderwagen schaffen. Die Kosten für einen konventionellen Niederflurbus mit Dieselantrieb liegen je nach Ausstattung und Modell bei 240.000–350.000 Euro. Die Busse von Solaris sind in der Regel günstiger als Busse von MAN oder Mercedes-Benz. Als Kosten für einen konventionellen Niederflurbus mit Elektroantrieb wurden im Jahr 2017 zwischen 500.000 und 600.000 Euro genannt.

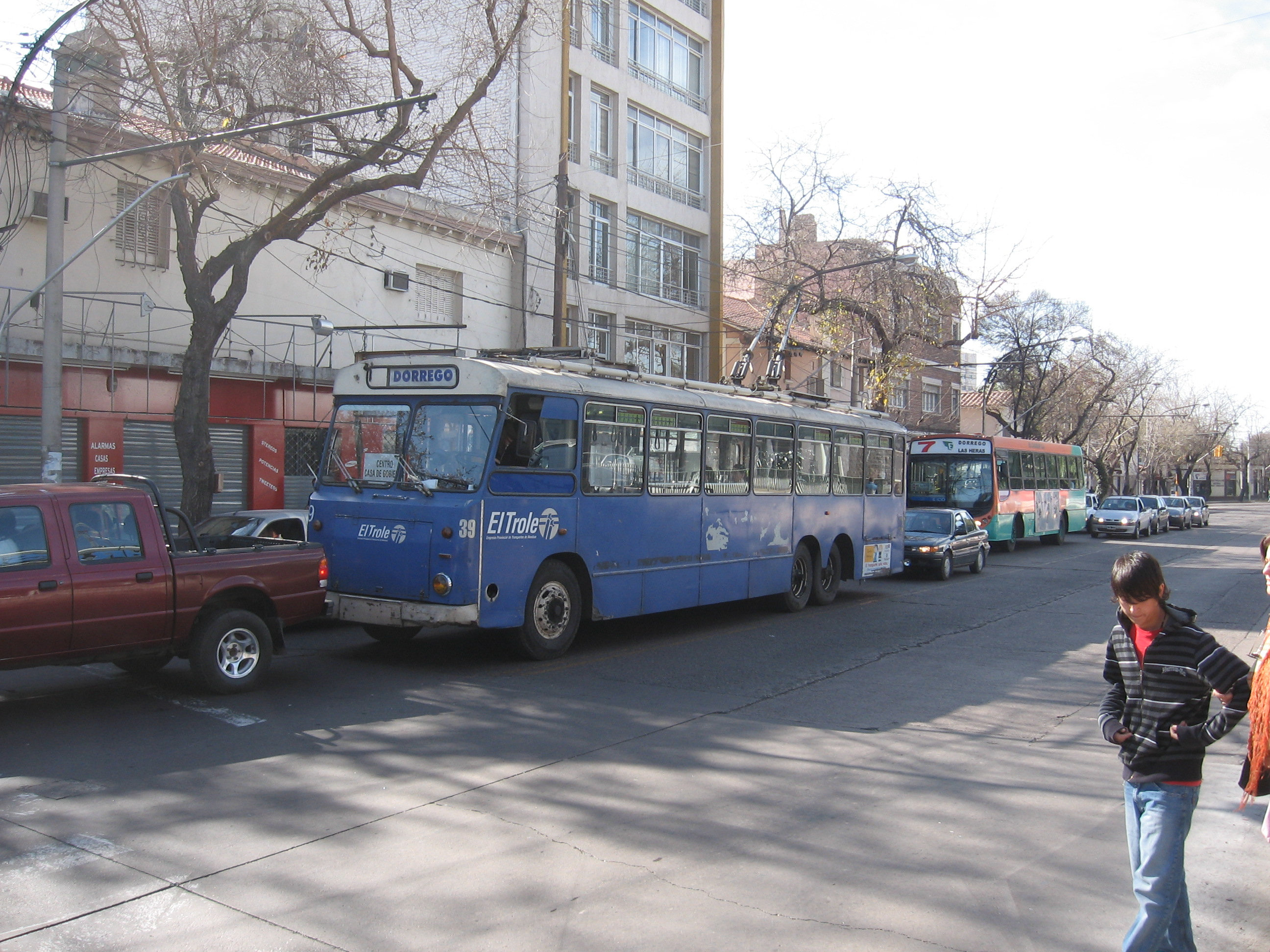
1967 war der »Trolleybus Solingen« bereits partiell niederflurig, hier 2008 in Mendoza, Argentinien
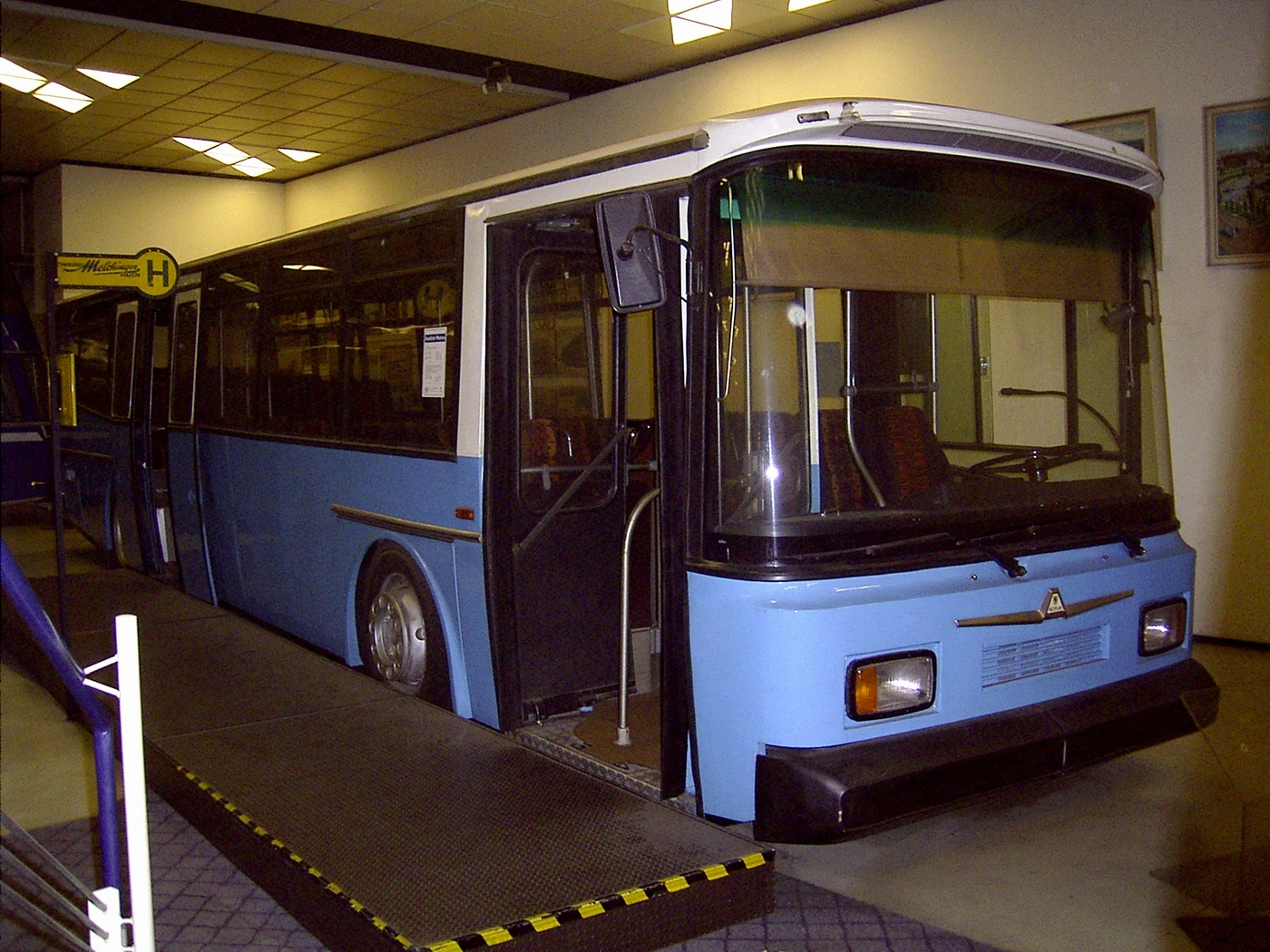
1976 produzierte Neoplan den ersten modernen Niederflurbus
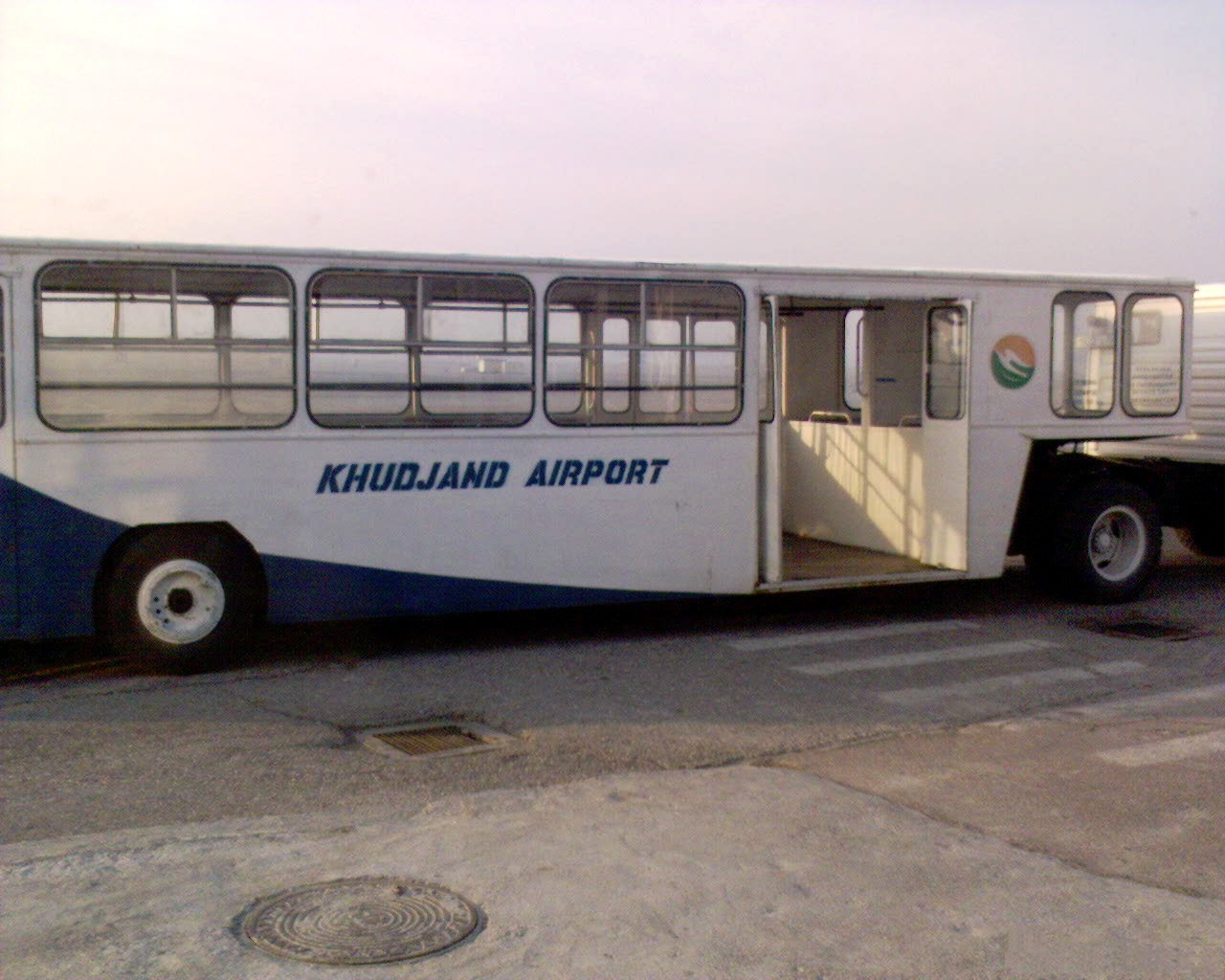
Auch Sattelzugomnibusse sind niederflurig

## Typische Fußbodenhöhen

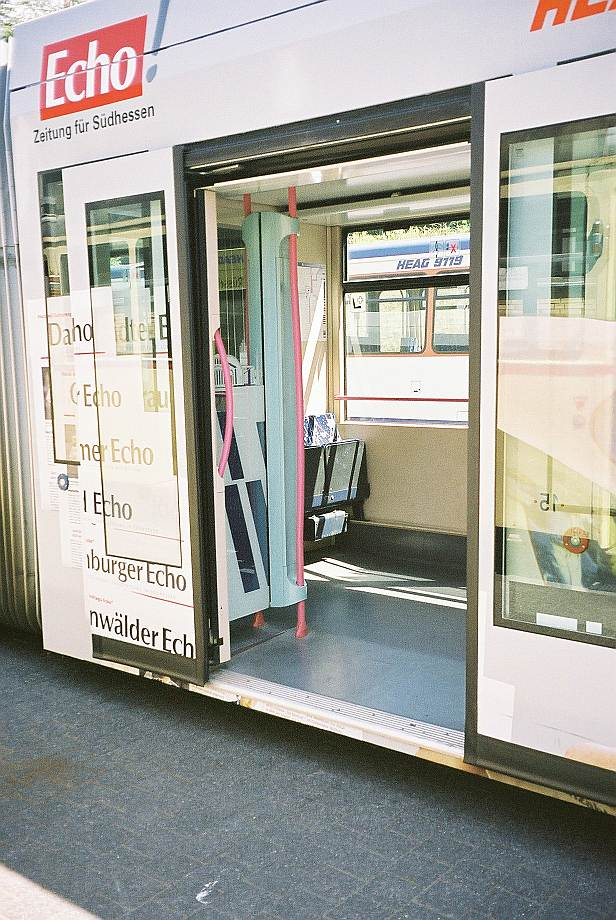
Einstieg bei einem Niederflur-Straßenbahnwagen in Darmstadt

Zum besseren Vergleich folgen einige typische Fußbodenhöhen:
- Niederstflur-Straßenbahnwagen: 200 mm (ULF, Sommerniveau)
- Niederflur-Straßenbahnwagen: 300–350 mm
- Eisenbahn niederflurig: 550 mm (neue Trieb- oder Doppelstockwagen)
- Hochflur-Straßenbahnwagen: über 600 mm
- Eisenbahn hochflurig: 800–1200 mm (Meterspur) oder 1300 mm (Regelspur)

## Beispiele für Niederflurfahrzeuge

### Oberleitungsbusse und Omnibusse
- Mercedes-Benz O 405 N, O 520 (Cito), O 530 (Citaro), Capacity
- MAN NL xx2, NL xx3, Lion’s City
- Solaris Urbino
- Neoplan N 814, N 40xx NF, Regioliner (N 30xx), Centroliner (N 44xx), Centroliner Evolution (N 45xx)
- Setra S 300 NC, S 215 NR, S 315 NF, S 319 NF, S 415 NF
- Scania Omnicity, Omnilink
- Volvo 7500, Volvo 7700, 8500 LE, 8700 LE
- Hess Swisstrolley, lighTram Trolley
- Ikarus 412, 417, 489 Polaris, V127

### Straßenbahnwagen
- Alstom Citadis
- Alstom RegioCitadis
- Alstom Cityway
- AnsaldoBreda Sirio
- Bombardier Cobra der VBZ
- Bombardier Flexity 2
- Bombardier Flexity Outlook (Cityrunner und Eurotram)
- Bombardier Flexity Classic
- Bombardier Flexity Berlin
- Bombardier Flexity Link
- Bombardier Flexity Swift (einige Varianten der Serie wie die K4000 und K4500 der KVB, umfasst aber auch hochflurige Ausführungen)
- Bombardier Incentro
- CROTRAM ZET 2200
- Duewag (später Siemens) R-Wagen der Straßenbahn Frankfurt am Main
- HeiterBlick Leoliner Eigenproduktion der Leipziger Verkehrsbetriebe
- Siemens Avenio
- Siemens Combino
- Siemens ULF der Wiener Linien
- Škoda 03T
- Škoda 10T
- Škoda 15 T
- Škoda Elektra
- Stadler Variobahn
- Stadler Tango
- Tatra KTNF6

### Eisenbahnfahrzeuge
- Alstom Coradia Continental
- Alstom Coradia LINT
- Alstom Coradia LIREX
- Bombardier Talent
- Bombardier ITINO
- Siemens Desiro Classic
- Stadler Regio-Shuttle RS1
- Niederflur-Doppelstockwagen
- Niederflurwagen Schmalspur
- Bombardier Talent 2
- RegioSprinter
- Škoda RegioPanter